# Asamblea Nacional Catalana

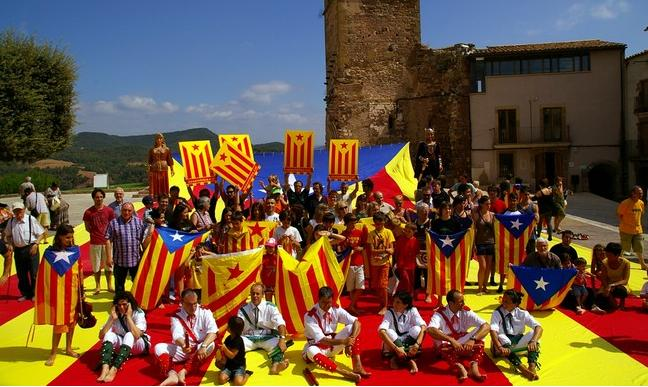
Acto simbólico de despliegue de una estelada gigante en Artés (provincia de Barcelona).

La Asamblea Nacional Catalana (en catalán: «Assemblea Nacional Catalana») es una organización española de ámbito catalán, registrada como asociación, que tiene por objetivo alcanzar la independencia política de Cataluña.

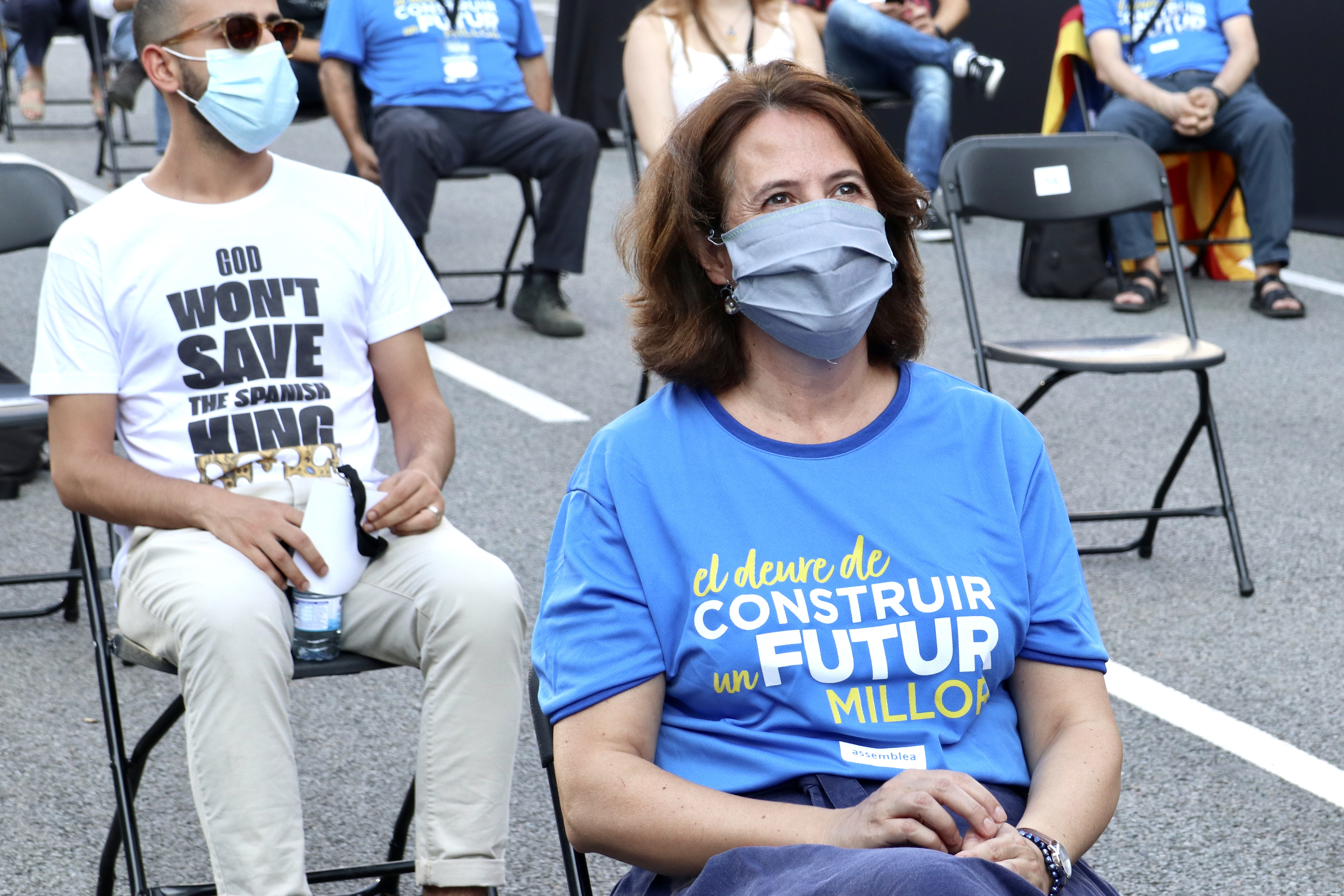
Elisenda Paluzie, expresidenta de la ANC

Está presidida por Lluís Llach desde el 1 de junio de 2024, relevando a Dolors Feliu.  Según la propia asociación, en enero de 2022 contaba con más de 96 000 miembros, de los cuales 45 960 eren socios de pleno derecho (pagando cuota) y 50 441 simpatizantes (sin pagar cuota). Se estructura en once regiones que tienen representación en el secretariado nacional. Dispone de su organización juvenil propia llamada ANJI (Asamblea Nacional de Jóvenes Independentistas).
Según Andrew Dowling la organización está a medio camino entre el lobby y el movimiento social.

## Historia
El embrión de la organización se originó durante la Conferència Nacional per l'Estat Propi (Conferencia Nacional por el Estado Propio) que se celebró el 30 de abril de 2011 en Barcelona, a la que asistieron 1500 personas. En esta conferencia se eligió el Consejo permanente formado por Aureli Argemí, Enric Canela, Carles Castellanos, Josep Cruanyes i Tor, Josep Dalmau, Miquel Esquirol, Patrícia Gabancho i Ghielmetti, Julià de Jòdar, Joel Joan, Enric Larreula, Lluís Llach, José María Muriá, Ferran Requejo, Francesc Ribera, Josep Riera, Blanca Serra, Eva Serra, Jordi Solé Camardons, Josep Maria Terricabras, Joaquim Torra y Ricard Torrents entre otros
Su asamblea constituyente tuvo lugar el 10 de marzo de 2012 en el Palau Sant Jordi de Barcelona, aprobándose los estatutos, el reglamento interno y la hoja de ruta hacia la independencia. En abril de 2012, Carme Forcadell fue elegida presidenta, mientras que Carles Castellanos fue elegido vicepresidente, Llorenç Sotorres tesorero y Jordi Martínez secretario.
En su manifiesto fundacional recurrió sobre todo al agravio económico para justificar la independencia de Cataluña. Así cuando denunciaba las razones del a su juicio fracaso del modelo del Estado de las autonomías, después de afirmar que no había sido «un modelo fundamentado en el respeto a la realidad plurinacional y plurilingüe», afirmaba que el Estado autonómico había «creado estructuras sociales, culturales, administrativas y económicas contrarias a la nación catalana» y que perjudicaba «notoriamente» a los «habitantes de Cataluña» en «sus posibilidades de mantener e incrementar el nivel de vida y bienestar social que la capacidad productiva e intelectual del país permitiría, disminuyendo y limitando conscientemente las potencialidades de nuestro desarrollo económico y social».
El 8 de junio de 2013 se celebraron elecciones, en las que Carme Forcadell fue reelegida presidenta. Jaume Marfany fue el nuevo vicepresidente, en sustitución de Carlos Castellanos, Jordi Martínez se mantuvo como secretario y Oriol Sallas relevó a Lorenzo Sotorres como tesorero. El 16 de mayo de 2015 Jordi Sánchez relevó a Carme Forcadell en la presidencia de la asociación.
En abril de 2017 fue sancionada por la Agencia Española de Protección de Datos (AEPD) por tener una base de datos en Estados Unidos.
Tras el referéndum de independencia de Cataluña —suspendido por el Tribunal Constitucional y finalmente celebrado de manera ilegal—, el 1 de octubre de 2017, la Guardia Civil intervino por orden judicial la web «assemblea.cat», perteneciente a la organización. El 16 de octubre, la jueza de la Audiencia Nacional Carmen Lamela ordenó el ingreso en prisión preventiva sin fianza del presidente de la organización, Jordi Sánchez, quien está acusado de un delito de sedición por, supuestamente, haber organizado concentraciones el 20 y 21 de septiembre para impedir que la Guardia Civil realizase una serie de registros y detenciones.

## Apoyos
Diferentes personalidades han dado su apoyo a la Asamblea Nacional Catalana. Durante la conmemoración del 40 aniversario de la creación de la Asamblea de Cataluña, 110 miembros de esta organización dieron su apoyo a la ANC, entre los que cabe destacar Miquel Sellarès, Jordi Carbonell, Blanca Serra y Ricard Lobo. Por otra parte, durante la conmemoración del 31 aniversario de la creación del movimiento catalanista Crida diferentes exdirigentes de esta organización firmaron un manifiesto a favor de la ANC. Entre los firmantes del manifiesto están todos los líderes y principales impulsores de la entidad, como Àngel Colom, Aureli Argemí, Jordi Sànchez, Joan Manuel Tresserras, Xavier Bosch, Armand de Fluvià y algunos de sus activistas más conocidos, como Jordi Rodri, Andreu Camps, Jordi Llobet o Agustí Argimón, personas que durante años estuvieron en primera línea de las acciones de la Crida.
En diciembre de 2011 la sección de Berga lanzó la campaña Dóna la cara per la Independència (Da la cara por la Independencia), que un año después ya tuvo más de 31 400 adheridos. Se adhirieron a la campaña el expresidente del Parlamento de Cataluña Ernest Benach, los músicos Lluís Llach, Francesc Ribera y Lluís Gavaldà, el profesor Salvador Alsius, el sociólogo Salvador Cardús, la actriz Anna Sahun, y los actores Quim Masferrer y Joel Joan.

## Campañas realizadas
La ANC, protagonista del «nuevo independentismo, sin partido», ha organizado desde 2012 «la mayor serie de protestas pacíficas jamás vistas en Europa occidental». Algunas de ellas provocaron «un impacto significativo en la elaboración del ciclo electoral», como la gran manifestación de la Diada de 2012 que dio como resultado que el president Artur Mas adelantara las elecciones, o la de la Diada de 2013 que volvió a obligar a una respuesta de la clase política, que fue la "consulta del 9-N" de 2014, anunciada en diciembre de 2013.

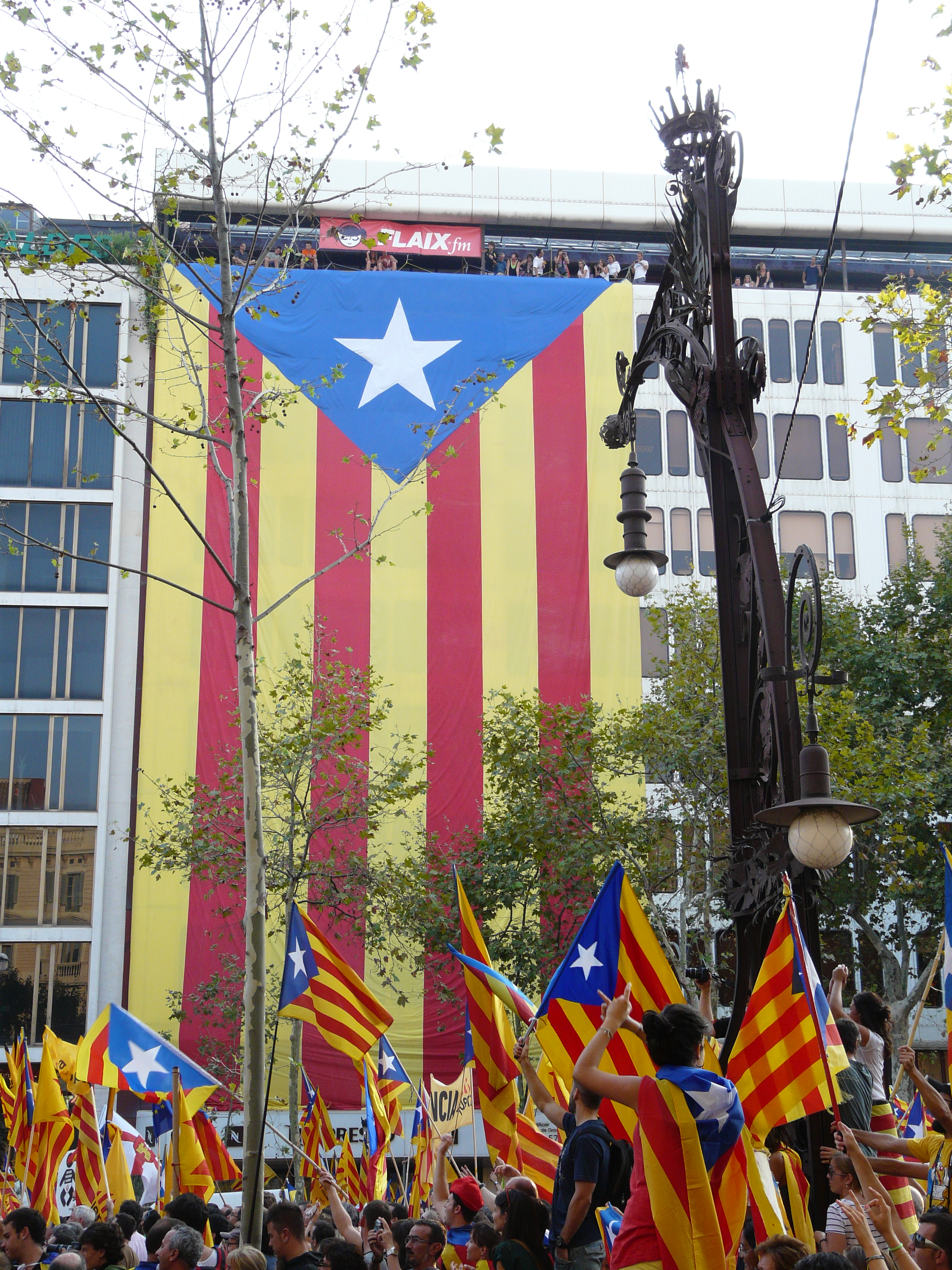
Estelada colgada entre las calles Mallorca y Valencia, en el paseo de Gracia, durante la manifestación de la Diada de 2012.

A finales del mes de junio de 2012 se inició la campaña Marxa cap a la Independència ("Marcha hacia la Independencia") que comenzó en la Seo Vieja (Lérida) y que finalizaría el día 11 de septiembre, la Diada Nacional de Cataluña, con una gran marcha en Barcelona, con el nombre de "Catalunya, nou estat d'Europa" (Cataluña, nuevo Estado de Europa), después de haber realizado actos festivos, simbólicos y reivindicativos en todo el territorio. Asistieron, según fuentes de la policía local, un millón y medio de personas, mientras que la Delegación de Gobierno estimó los asistentes en unos seiscientos mil, que colapsaron todo el centro de Barcelona durante horas. El mes de julio, la asociación Bages per la Independència (Bages por la independencia) llevó a cabo la campaña "Estelada gigante por el Bages" donde se han ido sumando un número de municipios, como por ejemplo Sallent de Llobregat, Artés, San Juan de Torruella, Cardona, Sampedor, Manresa, Balsareny, Moyá, Navás, Fonollosa, Suria y Begas.
Dos días después de la manifestación, la presidenta de la ANC, Carme Forcadell, y otros cuatro miembros del secretariado de la entidad —Blanca Serra, Soledad Balaguer, Marc Ricart y Ricard Gené— fueron recibidos en audiencia en el Palacio de la Generalidad de Cataluña por el presidente Artur Mas, con quien se reunieron durante más de una hora. En la reunión le sugirieron que las próximas elecciones al Parlamento de Cataluña tuvieran carácter "plebiscitario" sobre la independencia y que en 2014 se convocara un referéndum.

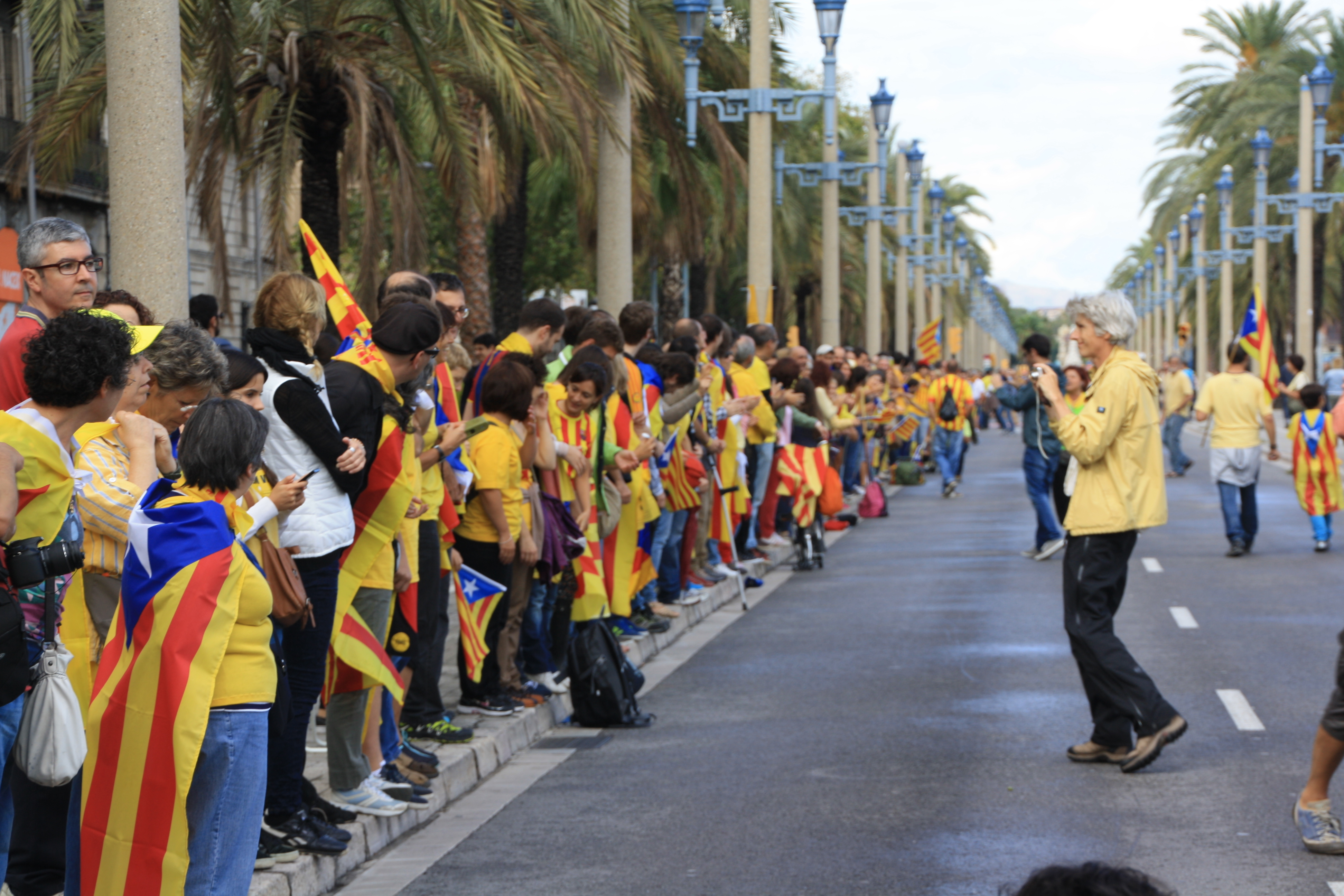
La Vía Catalana en el Paseo de Colón de Barcelona.

Al cabo de doce meses, la Asamblea organizó la «Vía Catalana hacia la Independencia», una cadena humana de 400 km de largo, desde la frontera con Francia, en La Junquera, hasta el límite, al sur, con la Comunidad Valenciana. Se organizó en tramos de 500 metros, con responsables y fotógrafos en cada tramo. Los participantes en cada tramo se apuntaron a través de Internet, y se agotó el parque de autocares de Cataluña para los masivos movimientos, organizados por los centenares de asambleas territoriales esparcidas por toda la Comunidad Autónoma. Para hacer más visible la cadena desde el aire, la gran mayoría de los participantes se vistieron con camisetas amarillas. Tuvo seguimiento por parte de la prensa nacional e internacional.
En la Diada de 2014 la movilización concentró en las dos grandes avenidas de Barcelona (Gran Vía de las Cortes Catalanas y avenida Diagonal) a cerca de un millón y medio de personas según el ayuntamiento de Barcelona y unas 520 000 según el Ministerio del Interior. Nuevamente, los participantes tuvieron que registrarse por internet, y eligieron vestirse con camisetas amarillas o rojas con el fin de construir una señera, que totalizó más de 11 km de largo.
En la Diada de 2015 organizó, conjuntamente con la plataforma Ara és l'hora (Ahora es la hora), una concentración multitudinaria llamada La Vía Libre o Vía Libre en la República Catalana, que llenó un tramo de 5,2 kilómetros de la avenida de la Meridiana de Barcelona.
En la Diada de 2016 se llevó a cabo una concentración en los municipios de Barcelona, Berga, Lérida, Salt y Tarragona. La concentración también sirvió para reivindicar los ejes básicos de una futura República Catalana, enfatizándose en las diferentes localidades: la solidaridad y la diversidad en Salt; la cultura en Berga; el progreso en Tarragona; el equilibrio territorial en Lérida; las libertades en Barcelona.
En la Diada de 2017, las entidades convocantes dispusieron una nueva forma de concentración: un signo positivo formado en las calles del barrio del distrito del Ensanche por los manifestantes con cuatro pancartas que cruzaron la manifestación por sus cabezas y salieron de cada uno de los extremos de la cruz. Una con el lema Referéndum es democracia y una enorme urna; otra con Pau i llibertat (Paz y libertad) y una gran paloma de la paz, y otras dos pancartas con un sí escrito en diversos idiomas.

## Pancatalanismo
En abril de 2016 la ANC se unió a otras entidades valencianas y baleares para formar la Confederación de Entidades Soberanistas de los Países Catalanes. Los integrantes explicaron que habían optado por la fórmula confederal porque contempla «la realidad unitaria del conjunto de la nación, y también las particularidades». También reivindicaron el Día de San Juan como «diada de toda la nación».
El 15 de marzo de 2017 la ANC dio a conocer lo que denominó «Propuesta de Ponencia de Hoja de Ruta» (Proposta de Ponència del Full de Ruta), documento que contemplaba las posibles tácticas para conseguir la independencia de Cataluña y para el ejercicio de la soberanía de los denominados Países Catalanes.